# Niveau de la mer

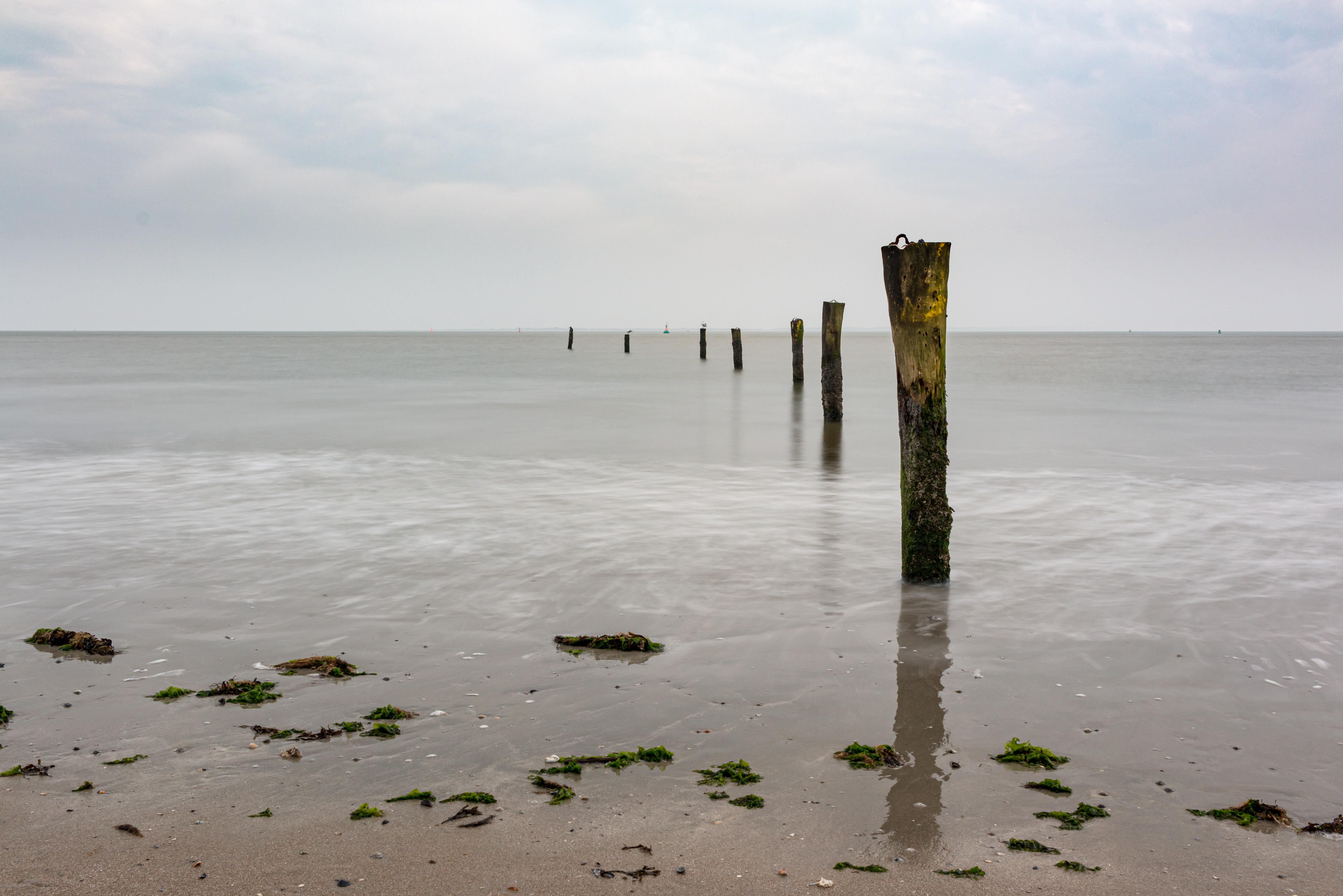
Illustration de la variabilité et de la difficulté d'établir le niveau de la mer.

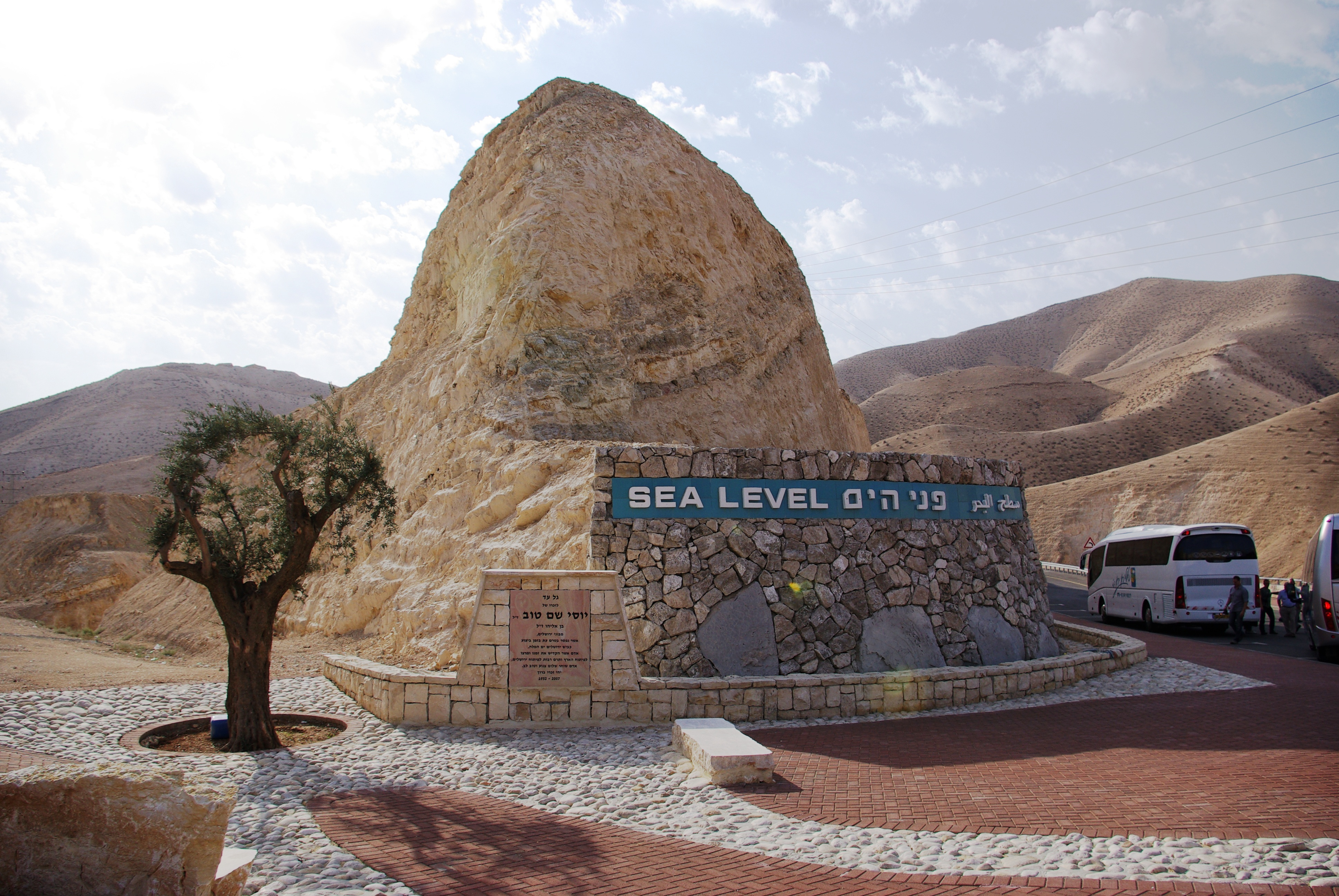
Indication du niveau de la mer, entre Jérusalem et la mer Morte.

Le niveau de la mer (parfois nommé par son acronyme anglais MSL, Mean Sea Level) est la position moyenne de la surface de la mer, constituant un niveau de référence considéré comme stable. D'une façon très simplifiée, c'est la ligne médiane entre une marée basse moyenne et une marée haute moyenne à un endroit côtier particulier, hors influence des vagues. La moyenne s'établit sur une échelle de temps au moins annuelle.
Le niveau moyen de la mer est une référence verticale géodésique et altimétrique normalisée qui permet notamment de définir une altitude topographique, positive au-dessus (hypsométrie), négative en dessous (bathymétrie). Cette référence est utilisée notamment en cartographie, en navigation maritime, dans l'aviation et en météorologie.
Le niveau moyen de la mer est affecté par de nombreux processus et a varié au cours des temps géologiques. Il a augmenté rapidement depuis le dernier maximum glaciaire, puis cette augmentation s'est fortement ralentie depuis 7000 ans environ. Les marégraphes et plus récemment les satellites observent une nouvelle accélération de l'élévation du niveau marin depuis la fin du XIXe siècle. L'élévation du niveau de la mer en cours depuis le XXe siècle est causée par le changement climatique.
Le rayon de la Terre au niveau de la mer varie de plus de 21 km entre celui de l'équateur et celui du pôle Nord.
Depuis 1985, il existe un système mondial d'observation du niveau de la mer (Global Sea Level Observing System (en) : GLOSS).

## Mesures
Il est difficile de réaliser une mesure directe du niveau moyen de la mer. L'altimétrie satellitale permet néanmoins de rapporter l'altitude de la mer à un référentiel terrestre (géoïde ou système géodésique). On peut aussi mesurer la variation du niveau moyen en fonction du temps. Cette variation sert d'indication notamment sur le réchauffement climatique. Toutefois, il n'est pas possible d'effectuer une mesure directe des variations du niveau moyen. En effet, de nombreuses perturbations affectent les mesures avec notamment dans l'ordre d'importance, la marée, les effets de la pression atmosphérique, la houle…
Ces perturbations sont dites hautes fréquences, car leur signature est rapide dans le temps : quelques secondes pour les vagues et quelques heures ou jours pour les marées.
Afin d'obtenir une estimation de la variation du niveau moyen dans le temps, il est nécessaire de soustraire ces perturbations. Les variations du niveau moyen sont très lentes, donc basse fréquence. Ainsi, il suffit d'appliquer sur les séries temporelles de mesures (enregistrées avec un marégraphe) une fonction mathématique dite filtre passe-bas. Cette fonction a pour caractéristique de ne conserver que les basses fréquences d'un signal. Ainsi, les perturbations sont éliminées du signal. Il est nécessaire toutefois pour appliquer ce filtre de posséder un enregistrement de grande qualité et de longue durée (1 an minimum).
Il est également nécessaire de comparer et intégrer les mesures faites localement dans un système de référence mondial commun.
La recherche s'intéresse aussi à la mesure rétrospective des changements passés du niveau marin. Les études se fondent pour cela sur divers indices géologiques et paléoenvironnementaux (fossiles, dont foraminifères, analyses isotopiques, évaluation des températures et de la salinité en subsurface, etc.).

## Références

Les divers niveaux de référence utilisés en Europe

### Géoïde
En haute mer, une définition moderne fait appel à un géoïde de référence, une surface couvrant le globe de telle façon que la gravité terrestre lui soit toujours perpendiculaire en tout point. En l'absence de forces extérieures, le niveau de la mer coïnciderait avec ce géoïde, puisqu'il s'agirait d'une surface équipotentielle du champ de gravité terrestre. En réalité, les différences de pression, de température, de salinité et les courants marins font que ce n'est pas le cas, même sur une moyenne à long terme : à l'échelle du globe, le niveau de la mer n'est donc pas constant et les variations atteignent ±2 m par rapport au géoïde de référence. Le niveau de l'océan Pacifique à un bout du canal de Panama est par exemple 20 cm plus élevé que celui de l'océan Atlantique à l'autre bout.

### Ellipsoïde de référence
Le géoïde de référence est une surface complexe. Pour simplifier le problème, on a souvent recours à un ellipsoïde de référence (WGS 84), plus facile à modéliser. Le niveau de la mer résultant varie en revanche beaucoup plus, pouvant s'éloigner d'une centaine de mètres par rapport à l'ellipsoïde de référence par le fait d'anomalies gravitationnelles.

#### Cas de la dépression du géoïde de l'océan Indien
Le point le plus bas du niveau de la mer par rapport à l’ellipsoïde de référence est une dépression circulaire couvrant une superficie d'environ 3 millions de kilomètres carrés, située dans l'océan Indien au sud de la péninsule indienne. Le niveau du géoïde y est 106 mètres plus bas que le niveau de l'ellipsoïde de référence. Le niveau de la mer, sans prendre en compte les variations dues à la marée et aux courants, y est donc 106 mètres sous celui de l'ellipsoïde de référence.

## Variations

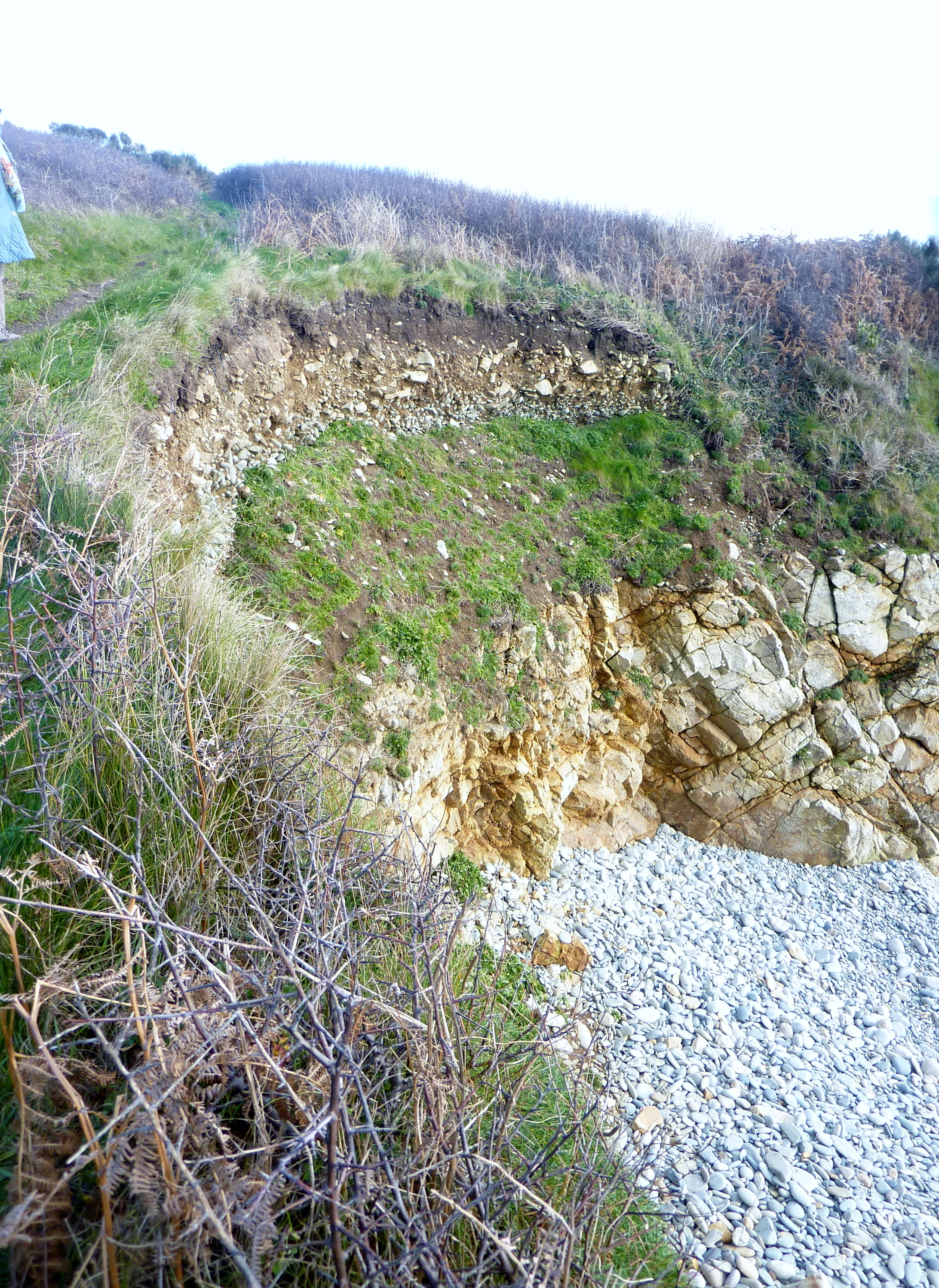
Plogoff : plage suspendue entre la pointe de Plogoff et la pointe du Mouton

Le niveau de la mer a varié de façon plus ou moins rapide, au cours des âges.
Le dernier minimum date d'il y a environ 20 000 ans, le niveau de la mer était un peu plus de 100 m plus bas qu'actuellement. Malgré cela, le niveau de la mer semble être de nos jours à l'un des niveaux les plus bas depuis plusieurs centaines de millions d'années.
Ses oscillations sont dues à de multiples facteurs, en particulier les variations absolues du niveau de la mer (dilatation thermique de l'eau de mer, eustatisme dû aux glaciations et au regain d'activité des dorsales), les variations absolues du niveau des continents (isostasie, subsidence, tectonique des plaques, rejeu de failles).
La formation ou la fonte de glace flottante (banquise, icebergs) n'a pas d'impact sur le niveau de la mer, du fait du principe d'Archimède.
Le niveau plus élevé de la mer, par exemple lors de la transgression flandrienne, explique la formation des plages suspendues, plages fossiles situées au-dessus du niveau actuel de la mer.

### Cénozoïque
Les variations du niveau de la mer au cours du Paléogène, du Néogène et du début du Quaternaire (66,0–1,5 Ma) ont pu être détaillées grâce à la séquence stratigraphique, contrôlée par biochronostratigraphie puis affinée grâce à des étalonnages isotopiques de l'oxygène (δ18O). Les moyennes mondiales indiquent que les maxima et les minima de court terme sont extrêmement variables au cours du Cénozoïque, avec des amplitudes comprises entre quelques dizaines de mètres et environ 150 m. Les âges des limites des séquences impliquent un lien étroit avec les modulations de longue période des cycles d'obliquité et d'excentricité, et donc avec les variations climatiques.

### Trente derniers millénaires
Les données s'accordent pour décrire un niveau marin environ 120 m plus bas que l'actuel il y a environ 24 000 ans, lors du dernier maximum glaciaire. Depuis la fin de la dernière période glaciaire il y a 18 000 ans et jusqu'à 7 000 ans, le niveau marin augmente rapidement et irrégulièrement, passant de −120 à −10 m environ, soit 11 mm/an d'élévation. De 7 000 ans au XXe siècle, l'élévation du niveau marin est fortement ralentie avec une moyenne de 1 à 2 mm/an. Depuis la fin des années 1990, l'élévation du niveau marin est mesurée à 3 mm/an en moyenne.

### Dernières décennies
Selon la synthèse des connaissances scientifiques publiée en 2021 par le GIEC, le niveau de la mer a augmenté de 0,20 m (intervalle de confiance très probable :  0,15 à 0,25 m) entre 1901 et 2018, et il augmente de plus en plus rapidement. Entre 2006 et 2018, le niveau de la mer a augmenté de 3,7 mm/an (intervalle de confiance très probable :  3,2 à 4,2 mm/an).
Entre janvier 1993 et avril 2012, l’élévation du niveau moyen des mers est estimée, après application de la correction de rebond post-glaciaire, à 3,11 mm/an. Cette mesure, établie par CLS/CNES/LEGOS, est fondée sur les missions des satellites altimétriques TOPEX/Poseidon et Jason (1 et 2). Les mesures des missions ERS (1 et 2) et ENVISAT servent de comparaison pour d’éventuelles corrections.

## Prévision
D'après la synthèse des connaissances scientifiques réalisée par le GIEC dans le cadre du rapport spécial océans et cryosphère de 2019, le niveau moyen de la mer augmentera d'ici à 2100 (par rapport à sa moyenne sur la période 1986–2005) d'environ 0,43 m (probablement  entre 0,29 et 0,59 m) dans un scénario de faible émission de gaz à effet de serre (RCP2.6) et d'environ 0,84 m (probablement  entre 0,61 et 1,10 m) dans un scénario de forte émission de gaz à effet de serre (RCP8.5). Ce rapport souligne qu'il existe des incertitudes structurelles quant à la vitesse de fonte de l'inlandsis de l'Antarctique, sa vitesse de fonte pourrait être sous-estimée dans les intervalles de confiance probables, estimés statistiquement, et pourraient conduire (faible confiance) à une hausse du niveau des mers de 2,3 à 5,4 m « à l'échelle de siècles ou de millénaires » pour le scénario RCP8.5.
A long terme, si toute la glace qui se trouve sur le continent Antarctique fondait, le niveau de la mer s'élèverait de 70 mètres. Si la glace du Groenland fondait, cela ajouterait 7 mètres supplémentaires.
Une étude pluridisciplinaire des archives géologiques publiée dans la revue Science en juillet 2015 montre que, durant les dernières périodes interglaciaires, des réchauffements de quelques degrés des zones polaires, analogues à ceux observés actuellement, ont conduit à des élévations des niveaux océaniques de plus de 6 mètres.